# Leucippus fallax
Leucippus fallax е вид птица от семейство Колиброви (Trochilidae). Видът е незастрашен от изчезване.

## Разпространение
Разпространен е в Колумбия, Френска Гвиана и Венецуела.